# Jules-Édouard Bouteiller
Pour les articles homonymes, voir Bouteiller (homonymie).
Jules-Édouard Bouteiller, né le 22 avril 1822 à Rouen où il est mort le 13 novembre 1878, est un médecin et écrivain français.

## Biographie
Jules Bouteiller fait des études au collège royal de Rouen. En 1873, médecin en chef des épidémies de l'arrondissement de Rouen, il succède à Jules Helot au Conseil central d'hygiène publique et de salubrité. Il a été président de la Société de médecine de Rouen à plusieurs reprises et secrétaire de la Société centrale d'horticulture de la Seine-Inférieure. Il est l'auteur d'un somme sur l'histoire du théâtre à Rouen. Il est médecin à la Compagnie des chemins de fer du Nord.
Il est domicilié au no 31 rue Saint-Nicolas à Rouen. Ses obsèques sont célébrées dans la cathédrale Notre-Dame de Rouen et il est inhumé au cimetière monumental de Rouen.

## Œuvres principales
- Traité d'hygiène populaire, Rouen, imprimerie de D. Brière, 1852, lire en ligne sur Gallica.
- Le Jardin des plantes de Rouen, Rouen, E. Julien, 1856.
- Histoire complète et méthodique des théâtres de Rouen, Rouen,Giroux et Renaux, 1860-1880, 4 vol., lire en ligne sur Gallica.
- De l'asphyxie et des soins à donner aux asphyxiés, résumé du cours élémentaire professé par M. le Dr J. Bouteiller dans les séances générales de la Société des sauveteurs de la ville de Rouen, Rouen, imprimerie de Giroux et Renaux, 1863, lire en ligne sur Gallica.
- Des épidémies de variole et des moyens d'en prévenir la formation, Lyon, A. Vingtrinier, 1872, lire en ligne sur Gallica.
- Rapport sur l'épidémie de choléra des gallinacés en 1873, en ce qui concerne l'arrondissement de Rouen, Rouen, imprimerie de H. Boissel, 1874, en ligne.
- Ma pratique obstétricale, Lille, imprimerie de Danel, 1875, lire en ligne sur Gallica.
- Les Théâtres de société de Rouen, Rouen, E. Schneider, 1877.